# Воласова линија
Воласова линија је назив за границу између Индомалајског и Нотогејског зоогеографског царства. Ову линију је први дефинисао Алфред Волас, по коме је и добила име. Волас је на путовањима 1854—62. године утврдио да се одређене врсте (слонови, тигрови, тапири, орангутани) могу наћи на Суматри, Јави и Балију, али да их нема на Сулавесију, Молучким острвима и Малим Сундским острвима.
Воласова линија полази на северу између Филипина и Молучких острва, а иде јужно до простора између острва Сулавеси и Борнео са једне стране и острва Ломбок и Бали са друге. Волисова линија је крајња граница ареала великом броју животињских група.